# Malcolm Davies
Malcolm George Davies (Crewe, 16 september 1952 - 9 februari 2010) was een Britse bijzonder hoogleraar op de leerstoel Vrijmetselarij aan de faculteit der Godsdienstwetenschappen van de Universiteit Leiden en oprichter en dirigent van het Cecilia International Choir. Ook is hij internationaal bekend als muziekhistoricus.

## Leven en werk
Malcolm Davies promoveerde in 2003 aan de Universiteit van Utrecht op het proefschrift The Masonic Muse: Songs, Music and Musicians Associated with Dutch Freemasonry, 1730-1806, na opleidingen te hebben genoten aan onder meer het Trinity College of Music in Londen, de Universiteit van Southampton en het Koninklijk Conservatorium in Den Haag.
In zijn woonplaats Den Haag was hij werkzaam bij de Internationale School van Den Haag. Ook was hij er directeur van de muziekschool.

### Leerstoel Vrijmetselarij
Per 1 januari 2008 was Davies benoemd aan de Faculteit der Godsdienstwetenschappen van de Universiteit Leiden als hoogleraar op de bijzondere leerstoel Vrijmetselarij. Daarbij kreeg hij de leeropdracht Vrijmetselarij als geestesstroming en sociaal-cultureel verschijnsel mee.
Bij de invulling daarvan wilde Davies aandacht schenken aan de esthetische dimensie, in het bijzonder de muzikale en theatrale expressie. Davies wilde op deze wijze ingaan op belevingsdimensie van het cultureel erfgoed van de Vrijmetselarij, hetgeen door de benoemingscommissie als zeer origineel en relevant geacht werd. In een nieuwsbrief van de universiteit wordt zelfs gesproken over een "welkome en oorspronkelijke aanvulling op het onderzoek naar vrijmetselarij zoals dat elders gebeurt én op het onderzoek betreffende religie en Verlichting zoals dat binnen de Faculteit der Godsdienstwetenschappen plaatsheeft".
In tegenstelling tot zijn voorganger op de leerstoel Vrijmetselarij, professor Ton van de Sande, was Malcolm Davies wel vrijmetselaar.
- International Standard Name Identifier: 0000 0003 8328 9331
- Library of Congress Control Number: no2007029839
- Nederlandse Thesaurus van Auteursnamen: 243041675
- Virtual International Authority File: 268025641
- WorldCat: E39PBJgd7KkCjCQFXP7v4jpQMP